# مارك هولت
مارك هولت (بالإنجليزية: Mark Holt)‏ هو لاعب كرة قدم نيوزلندي، ولد في 6 نوفمبر 1985.